# Persone di nome Jonathan
| Questa pagina contiene informazioni ricavate automaticamente dalle voci biografiche con l'ausilio del template Bio e di un bot. L'aggiornamento è periodico e automatico e ricostruisce completamente la pagina. Se manca una persona in questa lista, sei pregato di non aggiungerla, ma accertati piuttosto che la sua voce biografica contenga il template Bio e che i dati anagrafici siano correttamente compilati. Se il template Bio manca, inseriscilo tu stesso o, in alternativa, metti l'avviso {{tmp\|Bio}} che ne segnala la mancanza. Se i dati riportati sono sbagliati, correggi direttamente la voce biografica; le modifiche saranno visibili in questa lista entro pochi giorni. Per chiarimenti vedi il progetto antroponimi. La lista contiene solo le 694 persone che sono citate nell'enciclopedia e per le quali è stato implementato correttamente il template Bio. Pagina aggiornata al 6 ago 2025. |

Questa è una lista di persone presenti nell'enciclopedia che hanno il nome Jonathan, suddivise per attività principale.

## Agenti segreti(1)
- Jonathan Pollard, agente segreto israeliano (Galveston, n. 1954)

## Allenatori di calcio(7)
- Jon Conway, allenatore di calcio e ex calciatore statunitense (Media, n. 1977)
- Jon Daly, allenatore di calcio e ex calciatore irlandese (Dublino, n. 1983)
- Jon Goodman, allenatore di calcio e ex calciatore irlandese (Walthamstow, n. 1971)
- Jonathan Gould, allenatore di calcio e calciatore scozzese (Paddington, n. 1968)
- Jon Stead, allenatore di calcio e ex calciatore inglese (Huddersfield, n. 1983)
- Jon Stevenson, allenatore di calcio e ex calciatore inglese (Leicester, n. 1982)
- Jonathan Woodgate, allenatore di calcio e ex calciatore inglese (Middlesbrough, n. 1980)

## Allenatori di football americano(1)
- Jonathan Gannon, allenatore di football americano statunitense (Cleveland, n. 1983)

## Allenatori di pallanuoto(1)
- Jonathan Del Galdo, allenatore di pallanuoto italiano (Genova, n. 1975)

## Allenatori di tennis(1)
- Jonathan Erlich, allenatore di tennis e ex tennista israeliano (Buenos Aires, n. 1977)

## Ammiragli(1)
- Jonathan Howe, ammiraglio statunitense (San Diego, n. 1935)

## Arbitri di calcio(2)
- Jonathan Lardot, arbitro di calcio belga (n. 1984)
- Jonathan Moss, arbitro di calcio inglese (Sunderland, n. 1970)

## Arbitri di rugby a 15(1)
- Jonathan Kaplan, ex arbitro di rugby a 15 sudafricano (Durban, n. 1966)

## Arrangiatori(1)
- Jonathan Tunick, arrangiatore e compositore statunitense (New York City, n. 1938)

## Artisti(1)
- Jonathan Lessor, artista nigeriano (Warri, n. 1960)

## Artisti marziali misti(2)
- Jon Fitch, artista marziale misto statunitense (Fort Wayne, n. 1978)
- Jon Jones, artista marziale misto statunitense (Rochester, n. 1987)

## Astrofisici(1)
- Jonathan Homer Lane, astrofisico statunitense (Geneseo, n. 1819 - Washington, † 1880)

## Astronauti(1)
- Jonathan Kim, astronauta statunitense (Los Angeles, n. 1984)

## Attivisti(1)
- Jonathan Van Ness, attivista e attore statunitense (n. 1987)

## Autori di giochi(1)
- Jonathan Tweet, autore di giochi statunitense (Rock Island, n. 1965)

## Autori televisivi(1)
- Jonathan Glassner, autore televisivo, regista e produttore televisivo statunitense

## Avvocati(1)
- Jonathan Jasper Wright, avvocato e magistrato statunitense (Contea di Luzerne, n. 1840 - † 1885)

## Baritoni(1)
- Jonathan Summers, baritono australiano (Melbourne, n. 1946)

## Bassi-baritoni(1)
- Jonathan Lemalu, basso-baritono neozelandese (Dunedin, n. 1976)

## Bassisti(3)
- Johnny Christ, bassista statunitense (Huntington Beach, n. 1984)
- Jonathan Noyce, bassista inglese (Sutton Coldfield, n. 1971)
- Jon Walker, bassista statunitense (Chicago, n. 1985)

## Batteristi(6)
- Jon Dette, batterista statunitense (San Diego, n. 1970)
- Jo Jones, batterista statunitense (n. 1911 - † 1985)
- Jonathan Moffett, batterista statunitense (New Orleans, n. 1954)
- Jon Moss, batterista e percussionista britannico (Wandsworth, n. 1957)
- Jonny Quinn, batterista britannico (Bangor, n. 1972)
- Jonathan Silver, batterista statunitense (n. 1950)

## Biografi(1)
- John McCabe, biografo e docente statunitense (Detroit, n. 1920 - Petoskey, † 2005)

## Canottieri(3)
- Jonathan Coeffic, canottiere francese (Villeurbanne, n. 1981)
- Jonathan Rommelmann, canottiere tedesco (Mülheim an der Ruhr, n. 1994)
- Jonny Searle, ex canottiere britannico (Ashford, n. 1969)

## Cantanti(7)
- Jon Bellion, cantante e rapper statunitense (Lake Grove, n. 1990)
- Johnny Borrell, cantante e chitarrista britannico (Muswell Hill, n. 1980)
- Jonathan Davis, cantante e produttore discografico statunitense (Bakersfield, n. 1971)
- Jonathan Johansson, cantante svedese (Fosie församling, n. 1980)
- Jonathan Lee, cantante, compositore e produttore discografico taiwanese (Taipei, n. 1958)
- Jonathan Richman, cantante e musicista statunitense (Natick, n. 1951)
- Marcos Witt, cantante, compositore e pastore protestante statunitense (San Antonio, n. 1962)

## Cantautori(13)
- Jon Batiste, cantautore e pianista statunitense (Metairie, n. 1986)
- Jon B., cantautore e paroliere statunitense (Providence, n. 1974)
- Jonathan Butler, cantautore e chitarrista sudafricano (Città del Capo, n. 1961)
- Jonathan Clay, cantautore e musicista statunitense (Houston, n. 1985)
- Jonathan Coulton, cantautore statunitense (Brooklyn, n. 1970)
- Jon English, cantautore e attore australiano (Hampstead, n. 1949 - Newcastle, † 2016)
- Jon Foreman, cantautore statunitense (n. 1976)
- Jonathan Jeremiah, cantautore britannico (Londra, n. 1982)
- Jonathan King, cantautore, produttore discografico e imprenditore britannico (Londra, n. 1944)
- Jono Manson, cantautore, compositore e produttore discografico statunitense (New York, n. 1961)
- JP Saxe, cantautore canadese (Toronto, n. 1993)
- Milow, cantautore belga (Borgerhout, n. 1981)
- Jonathan Wilson, cantautore e produttore discografico statunitense (Forest City, n. 1974)

## Cestisti(49)
- Jonathan Aka, ex cestista francese (Parigi, n. 1986)
- Jonathan Araújo, cestista dominicano (San Cristóbal, n. 1996)
- Jonathan Arledge, cestista statunitense (Washington, n. 1991)
- Jonathan Augustin-Fairell, cestista statunitense (Miami, n. 1993)
- Jonathan Barreiro, cestista spagnolo (Cerceda, n. 1997)
- Jonathan Bender, ex cestista statunitense (Picayune, n. 1981)
- Jonathan Bourhis, cestista francese (Tours, n. 1990 - Veuvey-sur-Ouche, † 2009)
- Jon Brockman, ex cestista statunitense (Snohomish, n. 1987)
- Jonathan Bähre, cestista tedesco (Hessisch Oldendorf, n. 1996)
- Corey Crowder, ex cestista statunitense (Carrollton, n. 1969)
- Johnny Davis, cestista statunitense (La Crosse, n. 2002)
- Jon Davis, cestista statunitense (Upper Marlboro, n. 1996)
- Jonathan Dubas, cestista svizzero (Vevey, n. 1991)
- Jon Elmore, cestista statunitense (Charleston, n. 1996)
- Jonathan Galloway, cestista statunitense (Brentwood, n. 1996)
- Jon Garavaglia, ex cestista statunitense (Dearborn, n. 1974)
- Jonathan Gibson, cestista statunitense (West Covina, n. 1987)
- Jonathan Gilling, ex cestista danese (Hørsholm, n. 1991)
- Jonathan Haynes, ex cestista statunitense (Filadelfia, n. 1971)
- Jonathan Holmes, cestista statunitense (San Antonio, n. 1992)
- Jonathan Hoyaux, cestista francese (Chambray-lès-Tours, n. 1988)
- Jonathan Isaac, cestista statunitense (Bronx, n. 1997)
- Jonathan Jeanne, cestista francese (Les Abymes, n. 1997)
- Brice Johnson, cestista statunitense (Orangeburg, n. 1994)
- Johnny Juzang, cestista statunitense (Los Angeles, n. 2001)
- Jonathan Kalé, ex cestista statunitense (Boston, n. 1985)
- Jonathan Kasibabu, cestista della Repubblica Democratica del Congo (Kisangani, n. 1996)
- Jonathan Kazadi, cestista svizzero (Berna, n. 1991)
- Jonathan Kerner, ex cestista statunitense (Atlanta, n. 1974)
- Jonathan King, cestista panamense (Panama, n. 1990)
- Jonathan Kuminga, cestista della Repubblica Democratica del Congo (Goma, n. 2002)
- J.P. Macura, cestista statunitense (Lakeville, n. 1995)
- Jonathan Maier, cestista tedesco (Schramberg, n. 1992)
- Jonathan Mogbo, cestista statunitense (West Palm Beach, n. 2001)
- Jonathan Moore, ex cestista statunitense (Norimberga, n. 1982)
- Jonathan Mor, cestista israeliano (Ramat Gan, n. 1995)
- Jon Octeus, cestista statunitense (Miami, n. 1991)
- Jonathan Person, cestista svedese (Helga Trefald, n. 1993)
- J.J. Redick, ex cestista e allenatore di pallacanestro statunitense (Cookeville, n. 1984)
- Jonathan Rousselle, cestista francese (Seclin, n. 1990)
- Jon Scheyer, ex cestista e allenatore di pallacanestro statunitense (Northbrook, n. 1987)
- Jonathan Skjöldebrand, ex cestista svedese (Safad, n. 1983)
- Keith Smart, ex cestista e allenatore di pallacanestro statunitense (Baton Rouge, n. 1964)
- Jonathan Stark, cestista statunitense (Munford, n. 1995)
- Jonathan Tavernari, ex cestista brasiliano (São Bernardo do Campo, n. 1987)
- Jonathan Tornato, cestista francese (La Seyne-sur-Mer, n. 1989)
- Jonathan Wallace, ex cestista statunitense (Huntsville, n. 1986)
- Jonathan Williams, cestista statunitense (Farmington, n. 1995)
- Jonathan Zacks, cestista israeliano (Leeds, n. 1954 - † 2005)

## Chitarristi(1)
- Jonathan Donais, chitarrista statunitense (n. 1980)

## Ciclisti su strada(10)
- Jonathan Boyer, ex ciclista su strada e pistard statunitense (Mohab, n. 1955)
- Jonathan Caicedo, ciclista su strada ecuadoriano (Provincia del Carchi, n. 1993)
- Jonathan Castroviejo, ciclista su strada spagnolo (Getxo, n. 1987)
- Jonathan Fumeaux, ex ciclista su strada svizzero (Sion, n. 1988)
- Jonathan Hivert, ex ciclista su strada francese (Chambray-lès-Tours, n. 1985)
- Jonathan Lastra, ciclista su strada e ciclocrossista spagnolo (Bilbao, n. 1993)
- Jonathan Milan, ciclista su strada e pistard italiano (Tolmezzo, n. 2000)
- Jonathan Monsalve, ciclista su strada venezuelano (Venezuela, n. 1989)
- Jonathan Tiernan-Locke, ex ciclista su strada britannico (Plymouth, n. 1984)
- Jonathan Vervenne, ciclista su strada belga (Genk, n. 2003)

## Combinatisti nordici(1)
- Jonathan Félisaz, ex combinatista nordico francese (Chamonix, n. 1985)

## Comici(4)
- Jontron, comico statunitense (Rancho Palos Verdes, n. 1990)
- Jonathan Katz, comico, attore e doppiatore statunitense (New York, n. 1946)
- Jon Lajoie, comico, attore e cantante canadese (Longueuil, n. 1980)
- Jon Lovitz, comico, attore e personaggio televisivo statunitense (Los Angeles, n. 1957)

## Compositori(5)
- Jonathan Elias, compositore e produttore discografico statunitense (New York, n. 1956)
- Jonathan Harvey, compositore britannico (Sutton Coldfield, n. 1939 - Lewes, † 2012)
- Jonathan Larson, compositore e drammaturgo statunitense (White Plains, n. 1960 - New York, † 1996)
- Jon Lord, compositore, pianista e organista britannico (Leicester, n. 1941 - Londra, † 2012)
- J. A. C. Redford, compositore, direttore d'orchestra e arrangiatore statunitense (Los Angeles, n. 1953)

## Conduttori televisivi(3)
- Jonnie Irwin, conduttore televisivo, scrittore e dirigente d'azienda britannico (Rugby, n. 1973 - Newcastle upon Tyne, † 2024)
- Jonathan Ross, conduttore televisivo, conduttore radiofonico e comico britannico (Londra, n. 1960)
- Jon Stewart, conduttore televisivo, regista e comico statunitense (Trenton, n. 1962)

## Criminali(1)
- Jonathan Wild, criminale inglese (Wolverhampton, n. 1683 - Tyburn, † 1725)

## Critici cinematografici(1)
- Jonathan Rosenbaum, critico cinematografico statunitense (Florence, n. 1943)

## Critici letterari(2)
- Jonathan Culler, critico letterario statunitense (n. 1944)
- Jonathan Goldberg, critico letterario e anglista statunitense (New York, n. 1943 - Decatur, † 2022)

## Danzatori(1)
- Jonathan Ollivier, ballerino britannico (Northampton, n. 1977 - Londra, † 2015)

## Dirigenti d'azienda(1)
- Jonathan D. Gray, dirigente d'azienda statunitense (Highland Park, n. 1970)

## Dirigenti sportivi(4)
- Jonny Evans, dirigente sportivo e ex calciatore nordirlandese (Belfast, n. 1988)
- Jon Horst, dirigente sportivo statunitense (Sandusky, n. 1983)
- Jonathan Patrick McCarty, dirigente sportivo e ex ciclista su strada statunitense (Allen, n. 1982)
- Jonathan Vaughters, dirigente sportivo e ex ciclista su strada statunitense (Denver, n. 1973)

## Disc jockey(1)
- Jon Gooch, disc jockey, musicista e produttore discografico britannico (Hertfordshire, n. 1984)

## Doppiatori(1)
- Jonathan Fahn, doppiatore statunitense (New York, n. 1965)

## Drammaturghi(1)
- Jonathan Harvey, drammaturgo, librettista e sceneggiatore britannico (Liverpool, n. 1968)

## Educatori(1)
- Jonathan Clarkson Gibbs, educatore e predicatore statunitense (Filadelfia, n. 1821 - Tallahassee, † 1874)

## Esploratori(1)
- Jonathan Carver, esploratore statunitense (Weymouth, n. 1710 - Londra, † 1780)

## Filosofi(2)
- Jonathan Edwards, filosofo e teologo statunitense (East Windsor, n. 1703 - Princeton, † 1758)
- Jonathan Lear, filosofo e psicoanalista statunitense

## Fondisti di corsa in montagna‎(1)
- Jonathan Wyatt, fondista di corsa in montagna, maratoneta e mezzofondista neozelandese (Lower Hutt, n. 1972)

## Generali(1)
- Jonathan Mayhew Wainwright IV, generale statunitense (Fort Walla Walla, n. 1883 - San Antonio, † 1953)

## Ginnasti(1)
- Jonathan Horton, ginnasta statunitense (Houston, n. 1985)

## Giocatori di baseball(5)
- John Buck, ex giocatore di baseball statunitense (Kemmerer, n. 1980)
- Jon Lester, ex giocatore di baseball statunitense (Tacoma, n. 1984)
- Jonathan Lucroy, giocatore di baseball statunitense (Eustis, n. 1986)
- Jonathan Schoop, giocatore di baseball olandese (Willemstad, n. 1991)
- Jonny Venters, giocatore di baseball statunitense (Pikeville, n. 1985)

## Giocatori di calcio a 5(3)
- Jonathan Barlow, giocatore di calcio a 5 e calciatore norvegese (Stokmarknes, n. 1991)
- Jonathan Hernández, giocatore di calcio a 5 cubano (n. 2001)
- Jonathan Rossini, ex giocatore di calcio a 5 e calciatore svizzero (Giubiasco, n. 1989)

## Giocatori di football americano(44)
- Jonathan Allen, giocatore di football americano statunitense (Anniston, n. 1995)
- Jon Asamoah, giocatore di football americano statunitense (Matteson, n. 1988)
- Jonathan Babineaux, ex giocatore di football americano statunitense (Port Arthur, n. 1981)
- Jonathan Baldwin, giocatore di football americano statunitense (Aliquippa, n. 1989)
- Jon Beason, giocatore di football americano statunitense (n. 1985)
- Jonathan Bostic, giocatore di football americano statunitense (Wellington, n. 1991)
- Jonathan Bullard, giocatore di football americano statunitense (Shelby, n. 1993)
- Jonathan Casillas, giocatore di football americano statunitense (Jersey City, n. 1987)
- Jonathan Compas, giocatore di football americano statunitense (Orange, n. 1986)
- Jon Condo, giocatore di football americano statunitense (Philipsburg, n. 1981)
- Jonathan Cooper, giocatore di football americano statunitense (Wilmington, n. 1990)
- Jonathan Dowling, ex giocatore di football americano statunitense (Bradenton, n. 1991)
- Jonathan Falk, ex giocatore di football americano e allenatore di football americano svizzero (n. 1990)
- Rudy Ford, giocatore di football americano statunitense (Big Cove, n. 1994)
- Jonathan Garvin, giocatore di football americano statunitense (Lake Worth, n. 1999)
- Jonathan Goodwin, giocatore di football americano statunitense (Columbia, n. 1978)
- Jonathan Greenard, giocatore di football americano statunitense (n. 1997)
- Jon Harris, ex giocatore di football americano statunitense (Brooklyn, n. 1974)
- Jonathan Hayes, ex giocatore di football americano e allenatore di football americano statunitense (Fort Lauderdale, n. 1962)
- Jonathan Holland, giocatore di football americano statunitense (Monroe, n. 1985)
- Jonathan Meeks, giocatore di football americano statunitense (Rock Hill, n. 1989)
- Jonathan Taylor, giocatore di football americano statunitense (Salem, n. 1999)
- Jonathan Jones, giocatore di football americano statunitense (Carrollton, n. 1994)
- J.P. Losman, ex giocatore di football americano statunitense (Venice, n. 1981)
- Johnny Manziel, giocatore di football americano statunitense (Tyler, n. 1992)
- Jonathan Marshall, giocatore di football americano statunitense (Shepherd, n. 1997)
- Jonathan Martin, giocatore di football americano statunitense (Pittsburgh, n. 1989)
- Jonathan Massaquoi, ex giocatore di football americano liberiano (Monrovia, n. 1988)
- J.J. McCarthy, giocatore di football americano statunitense (La Grange Park, n. 2003)
- Jonathan Mingo, giocatore di football americano statunitense (Brandon, n. 2001)
- Jonathan Nelson, giocatore di football americano statunitense (Mansfield, n. 1988)
- Jonathan Newsome, giocatore di football americano statunitense (Cleveland, n. 1991)
- Jonathan Ogden, ex giocatore di football americano statunitense (Washington, n. 1974)
- Jonathan Owens, giocatore di football americano statunitense (Saint Louis, n. 1995)
- Jonathan Quinn, ex giocatore di football americano statunitense (Turlock, n. 1975)
- Jon Ryan, ex giocatore di football americano canadese (Regina, n. 1981)
- Jonathan Scott, giocatore di football americano statunitense (Dallas, n. 1983)
- Jonathan Steinhauer, giocatore di football americano danese
- Jonathan Stewart, ex giocatore di football americano statunitense (Fort Lewis, n. 1987)
- Jonathan Vilma, giocatore di football americano statunitense (Coral Gables, n. 1982)
- Jonathan Ward, giocatore di football americano statunitense (Kankakee, n. 1997)
- Jon Weeks, giocatore di football americano statunitense (Bethpage, n. 1986)
- Jonathan Wikström, ex giocatore di football americano svedese
- Jonathan Williams, giocatore di football americano statunitense (Dallas, n. 1994)

## Giocatori di poker(1)
- Jonathan Duhamel, giocatore di poker canadese (Boucherville, n. 1987)

## Giornalisti(5)
- Jono Bacon, giornalista, hacker e cantante britannico (Wolverhampton, n. 1979)
- Jonathan Coachman, giornalista statunitense (McPherson, n. 1973)
- Jonathan Latimer, giornalista, scrittore e sceneggiatore statunitense (Chicago, n. 1906 - La Jolla, † 1983)
- Jonathan Watts, giornalista britannico
- Jonathan Wright, giornalista, saggista e traduttore inglese (Briton, n. 1962)

## Hacker(1)
- Jonathan James, hacker statunitense (Pinecrest, n. 1983 - Pinecrest, † 2008)

## Hockeisti su ghiaccio(10)
- Bates Battaglia, ex hockeista su ghiaccio statunitense (Chicago, n. 1975)
- Jonathan Bernier, hockeista su ghiaccio canadese (Laval, n. 1988)
- Jonathan Coleman, ex hockeista su ghiaccio statunitense (Boston, n. 1975)
- Kenny Corupe, ex hockeista su ghiaccio canadese (Hamilton, n. 1980)
- Jonathan Ericsson, hockeista su ghiaccio svedese (Karlskrona, n. 1984)
- Jonathan Hedström, ex hockeista su ghiaccio svedese (Skellefteå, n. 1977)
- Jonathan Huberdeau, hockeista su ghiaccio canadese (Saint-Jérôme, n. 1993)
- Jonathan Pittis, ex hockeista su ghiaccio canadese (Calgary, n. 1982)
- Jonathan Quick, hockeista su ghiaccio statunitense (Milford, n. 1986)
- Jonathan Toews, hockeista su ghiaccio canadese (Winnipeg, n. 1988)

## Illusionisti(1)
- Jonathan Goodwin, illusionista e stuntman britannico (Pembrokeshire, n. 1980)

## Informatici(2)
- Jonathan Bowen, informatico britannico (n. 1956)
- Jon Postel, informatico statunitense (Altadena, n. 1943 - Santa Monica, † 1998)

## Ingegneri(1)
- Jonathan Wheatley, ingegnere e dirigente sportivo britannico (Beaconsfield, n. 1967)

## Karateka(1)
- Jonathan Horne, karateka tedesco (Kaiserslautern, n. 1989)

## Lunghisti(1)
- Jonathan Chimier, ex lunghista mauriziano (n. 1982)

## Magistrati(1)
- Jonathan Sumption, magistrato e storico britannico (Lambeth, n. 1948)

## Maratoneti(1)
- Jon Brown, ex maratoneta e mezzofondista britannico (Bridgend, n. 1971)

## Marciatori(1)
- Jonathan Hilbert, marciatore tedesco (Mühlhausen/Thüringen, n. 1995)

## Medici(1)
- Jonathan Letterman, medico statunitense (Canonsburg, n. 1824 - San Francisco, † 1872)

## Mezzofondisti(1)
- Jonathan Hay, ex mezzofondista e ex maratoneta britannico (n. 1992)

## Musicisti(7)
- Johnny Clegg, musicista, ballerino e antropologo sudafricano (Rochdale, n. 1953 - Johannesburg, † 2019)
- Jonathan Donahue, musicista statunitense (Kingston, n. 1966)
- Jonathan Goldsmith, musicista e compositore canadese
- Jon Hopkins, musicista e compositore britannico (Londra, n. 1979)
- J. J. Jeczalik, musicista e produttore discografico britannico (n. 1955)
- Jonathan Melvoin, musicista statunitense (Los Angeles, n. 1961 - New York, † 1996)
- Absofacto, musicista statunitense

## Musicologi(1)
- Jonathan Del Mar, musicologo e direttore d'orchestra inglese (Londra, n. 1951)

## Naturalisti(1)
- Jonathan Carl Zenker, naturalista e botanico tedesco (Sundremda, n. 1799 - Lipsia, † 1837)

## Navigatori(1)
- Jonathan Lambert, marinaio statunitense (Salem - Isola Inaccessibile, † 1812)

## Nobili(1)
- Jonathan Guinness, III barone Moyne, nobile e imprenditore britannico (Londra, n. 1930)

## Nuotatori(3)
- Jonathan Cleveland, ex nuotatore canadese (Fresno, n. 1970)
- Jonathan Kulow, nuotatore statunitense (Lander, n. 2003)
- Jon Sieben, ex nuotatore australiano (Brisbane, n. 1966)

## Ornitologi(1)
- Jonathan Dwight, ornitologo statunitense (New York, n. 1858 - † 1929)

## Ostacolisti(1)
- Jon Ridgeon, ex ostacolista britannico (n. 1967)

## Pallavolisti(6)
- Jonathan King, pallavolista portoricano (n. 1982)
- Jonathan Martínez, pallavolista portoricano (Corozal, n. 1993)
- Jonathan Rivera, pallavolista portoricano (n. 1993)
- Jonathan Rodríguez, pallavolista portoricano (San Juan, n. 1997)
- Jon Root, ex pallavolista e ex giocatore di beach volley statunitense (n. 1964)
- Jonathan Winder, ex pallavolista e allenatore di pallavolo statunitense (Irvine, n. 1986)

## Pattinatori di short track(2)
- Jon Eley, pattinatore di short track britannico (Solihull, n. 1984)
- Jonathan Guilmette, ex pattinatore di short track canadese (Montréal, n. 1978)

## Pattinatori di velocità su ghiaccio(1)
- Jonathan Kuck, pattinatore di velocità su ghiaccio statunitense (Urbana, n. 1990)

## Pianisti(1)
- Jonathan Gilad, pianista francese (Marsiglia, n. 1981)

## Piloti automobilistici(4)
- Jonathan Aberdein, pilota automobilistico sudafricano (Città del Capo, n. 1998)
- Jonathan Cochet, pilota automobilistico francese (Alençon, n. 1977)
- Jonathan Palmer, ex pilota automobilistico britannico (Londra, n. 1956)
- Jonathan Williams, pilota automobilistico britannico (Il Cairo, n. 1942 - Benalmádena, † 2014)

## Piloti motociclistici(2)
- Jon Ekerold, pilota motociclistico sudafricano (Johannesburg, n. 1946)
- Jonathan Rea, pilota motociclistico nordirlandese (Ballymena, n. 1987)

## Pistard(1)
- Jonathan Dibben, ex pistard e ciclista su strada britannico (Southampton, n. 1994)

## Pittori(1)
- Jonathan Richardson, pittore e collezionista d'arte inglese (Londra, n. 1667 - Londra, † 1745)

## Poeti(1)
- Jonathan Aaron, poeta statunitense (Massachusetts, n. 1941)

## Polistrumentisti(3)
- Aeoliah, polistrumentista tedesco (n. 1950)
- Jonny Buckland, polistrumentista britannico (Londra, n. 1977)
- Jonny Greenwood, polistrumentista e compositore inglese (Oxford, n. 1971)

## Politici(13)
- Jonathan Arnott, politico britannico (Sheffield, n. 1981)
- Jonathan Bartley, politico britannico (Londra, n. 1971)
- Jonathan Bullock, politico britannico (Nottingham, n. 1963)
- Jonathan Elmer, politico statunitense (Cedarville, n. 1745 - † 1817)
- Jon Favreau, politico e funzionario statunitense (Winchester, n. 1981)
- Paul Givan, politico britannico (Lisburn, n. 1981)
- Jonathan Hill, politico britannico (Londra, n. 1960)
- Jonathan Jackson, politico statunitense (Chicago, n. 1966)
- Jonathan Johnson, politico olandese (Saba, n. 1976)
- Jonathan Motzfeldt, politico groenlandese (Qassimiut, n. 1938 - Qaqortoq, † 2010)
- Tate Reeves, politico statunitense (Florence, n. 1974)
- Jonathan Trumbull, politico statunitense (Lebanon, n. 1710 - Lebanon, † 1785)
- Jonathan C. Wright, politico statunitense (Winfield, n. 1966)

## Produttori cinematografici(4)
- Jon Avnet, produttore cinematografico, produttore televisivo e regista statunitense (New York, n. 1949)
- Jonathan Cavendish, produttore cinematografico britannico (n. 1959)
- Jonathan Sheinberg, produttore cinematografico statunitense
- Jonathan Wang, produttore cinematografico statunitense (Dallas, n. 1984)

## Produttori discografici(1)
- J.R. Rotem, produttore discografico e musicista statunitense (Johannesburg, n. 1975)

## Produttori televisivi(1)
- Jonathan M. Shiff, produttore televisivo australiano

## Progettisti(1)
- Jonathan Ive, progettista britannico (Londra, n. 1967)

## Psicologi(2)
- Jonathan Haidt, psicologo statunitense (New York, n. 1963)
- Jonathan Kellerman, psicologo e scrittore statunitense (New York, n. 1949)

## Pubblicitari(1)
- Jonathan Holt, pubblicitario e docente britannico (Regno Unito)

## Pugili(1)
- Jonathan Haggler, pugile statunitense (Winston-Salem, n. 1972)

## Rabbini(2)
- Jonathan ben Uzziel, rabbino ebreo antico (Israele)
- Jonathan Eybeschutz, rabbino polacco (Cracovia, n. 1690 - Altona, † 1764)

## Rapper(8)
- Jonna Fraser, rapper olandese (Zaandam, n. 1992)
- Abidaz, rapper svedese (n. 1980)
- DaBaby, rapper e cantautore statunitense (Cleveland, n. 1991)
- J-five, rapper statunitense (Hollywood, n. 1983)
- Lil Jon, rapper e beatmaker statunitense (Atlanta, n. 1971)
- Blueface, rapper statunitense (Los Angeles, n. 1997)
- Q-Tip, rapper, disc jockey e produttore discografico statunitense (New York, n. 1970)
- Jon Z, rapper portoricano (San Juan, n. 1991)

## Registi(14)
- J Blakeson, regista e sceneggiatore britannico (Harrogate, n. 1977)
- Jonathan Caouette, regista e attore statunitense (Houston, n. 1973)
- Jon M. Chu, regista, sceneggiatore e produttore cinematografico statunitense (Palo Alto, n. 1979)
- Jonathan Dayton e Valerie Faris, regista statunitense (Alameda County, n. 1957)
- Jonathan English, regista e produttore cinematografico britannico
- Jonathan Glazer, regista e sceneggiatore britannico (Londra, n. 1965)
- Jonathan Kaplan, regista statunitense (Parigi, n. 1947 - Los Angeles, † 2025)
- Jonathan Levine, regista e sceneggiatore statunitense (New York, n. 1976)
- Jonathan Liebesman, regista sudafricano (Johannesburg, n. 1976)
- Jonathan Mostow, regista, sceneggiatore e produttore cinematografico statunitense (Woodbridge, n. 1961)
- Jon Turteltaub, regista, produttore cinematografico e produttore televisivo statunitense (New York, n. 1963)
- Jon Watts, regista, sceneggiatore e produttore cinematografico statunitense (Fountain, n. 1981)
- Jonathan Yudis, regista statunitense (Filadelfia, n. 1971)
- Jonathan Zaccaï, regista, attore e sceneggiatore belga (Bruxelles, n. 1970)

## Registi teatrali(2)
- Jonathan Kent, regista teatrale e produttore teatrale inglese (Londra, n. 1949)
- Jonathan Miller, regista teatrale, attore e conduttore televisivo britannico (Londra, n. 1934 - Londra, † 2019)

## Rugbisti a 13(1)
- Jonathan Davies, rugbista a 13, rugbista a 15 e giornalista britannico (Trimsaran, n. 1962)

## Rugbisti a 15(15)
- Jonathan Bell, rugbista a 15, insegnante e allenatore di rugby a 15 britannico (Belfast, n. 1974)
- Jon Callard, rugbista a 15, allenatore di rugby a 15 e dirigente sportivo britannico (Leicester, n. 1966)
- Jonathan Davies, rugbista a 15 britannico (Solihull, n. 1988)
- Jonny Gray, rugbista a 15 britannico (Glasgow, n. 1994)
- Jon Hall, ex rugbista a 15 e imprenditore britannico (Bath, n. 1962)
- Jonny Hill, rugbista a 15 britannico (Ludlow, n. 1994)
- Jonathan Joseph, rugbista a 15 britannico (Derby, n. 1991)
- Jonny May, rugbista a 15 britannico (Swindon, n. 1990)
- Jon Petrie, rugbista a 15 e dirigente sportivo britannico (Dundee, n. 1976)
- Craig Quinnell, ex rugbista a 15 britannico (Swansea, n. 1975)
- Jonathan Sexton, ex rugbista a 15 irlandese (Dublino, n. 1985)
- Jonathan Thomas, ex rugbista a 15 e allenatore di rugby a 15 britannico (Pembroke, n. 1982)
- Tana Umaga, ex rugbista a 15 e allenatore di rugby a 15 neozelandese (Lower Hutt, n. 1973)
- Jonathan Webb, ex rugbista a 15 e chirurgo britannico (Londra, n. 1963)
- Jonny Wilkinson, rugbista a 15 britannico (Frimley, n. 1979)

## Saggisti(1)
- Jonathan Gottschall, saggista statunitense (n. 1972)

## Scacchisti(5)
- Jonathan Hawkins, scacchista britannico (Consett, n. 1983)
- Jonathan Penrose, scacchista britannico (Colchester, n. 1933 - † 2021)
- Jonathan Rowson, scacchista e scrittore scozzese (Aberdeen, n. 1977)
- Jonathan Speelman, scacchista inglese (Londra, n. 1956)
- Jonathan Tisdall, scacchista e giornalista norvegese (Buffalo, n. 1958)

## Sceneggiatori(6)
- Jonathan Goldstein, sceneggiatore, regista e produttore televisivo statunitense (New York, n. 1968)
- J. Mackye Gruber, sceneggiatore e regista statunitense
- Jonathan Hensleigh, sceneggiatore e regista statunitense (Cambridge, n. 1959)
- Jonathan Lemkin, sceneggiatore statunitense
- Jonathan Roberts, sceneggiatore e produttore televisivo statunitense (Boston, n. 1956)
- Jon Spaihts, sceneggiatore statunitense (New York, n. 1970)

## Schermidori(2)
- Jonathan Peña, schermidore portoricano (n. 1973)
- Jonathan Tiomkin, schermidore statunitense (Brooklyn, n. 1979)

## Sciatori alpini(2)
- Jonathan Nordbotten, ex sciatore alpino norvegese (Lørenskog, n. 1989)
- Jonathan Robert, ex sciatore alpino canadese (n. 1986)

## Scrittori(23)
- Jonathan Ames, scrittore statunitense (New York, n. 1964)
- Jonathan Carroll, scrittore statunitense (New York, n. 1949)
- Jonathan Clements, scrittore e sceneggiatore britannico (n. 1971)
- Jonathan Coe, scrittore britannico (Birmingham, n. 1961)
- Jonathan Dee, scrittore statunitense (New York, n. 1962)
- Jonathan Evison, scrittore statunitense (San Jose, n. 1968)
- Jonathan Safran Foer, scrittore e saggista statunitense (Washington, n. 1977)
- Jonathan Franzen, scrittore e saggista statunitense (Western Springs, n. 1959)
- Jonathan Gash, scrittore britannico (Bolton, n. 1933)
- Jonathan Raban, scrittore e viaggiatore britannico (Fakenham, n. 1942 - Seattle, † 2023)
- Jonathan Harr, scrittore statunitense (Beloit, n. 1948)
- Jonathan Hickman, scrittore e fumettista statunitense (n. 1972)
- Why the lucky stiff, scrittore, illustratore e programmatore statunitense
- Jonathan Keates, scrittore, biografo e insegnante inglese (Parigi, n. 1946)
- Jonathan Lethem, scrittore e saggista statunitense (New York, n. 1964)
- Jonathan Littell, scrittore statunitense (New York, n. 1967)
- Jonathan Nolan, scrittore, sceneggiatore e regista britannico (Londra, n. 1976)
- Jonathan Santlofer, scrittore e pittore statunitense (New York, n. 1946)
- Jonathan Skinner, scrittore, poeta e giornalista britannico
- Jonathan Stroud, scrittore britannico (Bedford, n. 1970)
- Jonathan Swift, scrittore e poeta irlandese (Dublino, n. 1667 - Dublino, † 1745)
- Jonathan Tropper, scrittore, sceneggiatore e produttore televisivo statunitense (New York, n. 1970)
- Jonathan Weiner, scrittore, giornalista e divulgatore scientifico statunitense (New York, n. 1953)

## Scultori(1)
- Jonathan Thomas, scultore canadese (Hamilton, n. 1946 - New York, † 2005)

## Siepisti(1)
- Jonathan Muia Ndiku, siepista e mezzofondista keniota (n. 1991)

## Skeletonisti(1)
- Jon Montgomery, skeletonista canadese (n. 1979)

## Snowboarder(1)
- Jonathan Cheever, snowboarder statunitense (Boston, n. 1985)

## Stilisti(2)
- Jonathan Anderson, stilista nordirlandese (Magherafelt, n. 1984)
- Jonathan Saunders, stilista britannico (Glasgow, n. 1977)

## Storici(2)
- Jonathan Israel, storico britannico (Londra, n. 1946)
- Jonathan Spence, storico e sinologo britannico (Surrey, n. 1936 - West Haven, † 2021)

## Storici della filosofia(1)
- Jonathan Barnes, storico della filosofia inglese (Much Wenlock, n. 1942)

## Tastieristi(1)
- Jonathan Cain, tastierista statunitense (Chicago, n. 1950)

## Tennisti(5)
- Jonathan Canter, ex tennista statunitense (Los Angeles, n. 1965)
- Jonathan Eysseric, tennista francese (Saint-Germain-en-Laye, n. 1990)
- Jonathan Marray, ex tennista britannico (Liverpool, n. 1981)
- Jonathan Smith, ex tennista britannico (Devon, n. 1955)
- Jonathan Stark, ex tennista statunitense (Medford, n. 1971)

## Tenori(1)
- Jon Vickers, tenore canadese (Prince Albert, n. 1926 - Toronto, † 2015)

## Triatleti(1)
- Jonathan Brownlee, triatleta britannico (Leeds, n. 1990)

## Triplisti(1)
- Jonathan Edwards, ex triplista britannico (Londra, n. 1966)

## Tuffatori(2)
- Jonathan Paredes, tuffatore messicano (Città del Messico, n. 1989)
- Jonathan Suckow, tuffatore svizzero (Ginevra, n. 1999)

## Velisti(2)
- Jonathan Lobert, velista francese (Metz, n. 1985)
- Jonathan McKee, ex velista statunitense (Seattle, n. 1959)

## Velocisti(5)
- Jonathan Borlée, velocista belga (Woluwe-Saint-Lambert, n. 1988)
- Jon Drummond, ex velocista statunitense (Filadelfia, n. 1968)
- Jonathan Jones, velocista barbadiano (Bridgetown, n. 1999)
- Jonathan Quarcoo, velocista norvegese (Bodø, n. 1996)
- Jonathan Sacoor, velocista belga (Halle, n. 1999)

## Vescovi anglicani(1)
- Jonathan Trelawny, III baronetto, vescovo anglicano britannico (Trelawne, n. 1650 - Chelsea, † 1721)

## Wrestler(5)
- Amazing Red, wrestler portoricano (Cayey, n. 1982)
- Luke Harper, wrestler statunitense (Rochester, n. 1979 - Jacksonville, † 2020)
- Balls Mahoney, wrestler statunitense (Nutley, n. 1972 - Spring Lake Heights, † 2016)
- Jon Moxley, wrestler statunitense (Cincinnati, n. 1985)
- Jimmy Uso, wrestler statunitense (San Francisco, n. 1985)

## Senza attività specificata(5)
- Jonathan Cope, ex ballerino britannico (Devon, n. 1963)
- Jonathan Lebed, statunitense (n. 1984)
- Jonathan Midol, ex sciatore freestyle e sciatore alpino francese (Annecy, n. 1988)
- Jonny Moseley, ex sciatore freestyle statunitense (San Juan, n. 1975)
- Jonathan Stafford, ex ballerino e direttore artistico statunitense (Carlisle, n. 1980)